# Кубок Франції з футболу 2025—2026
Кубок Франції з футболу 2025–2026 — 109-й розіграш кубкового футбольного турніру у Франції. Титул захищає Парі Сен-Жермен.

## Календар
| Попередній етап (регіональний) | 1 Раунд     | Регіональні дати     | Регіональні дати     |
| Попередній етап (регіональний) | 2 Раунд     | Регіональні дати     | Регіональні дати     |
| Попередній етап (регіональний) | 3 Раунд     | 13–14 вересня 2025   | 13–14 вересня 2025   |
| Попередній етап (регіональний) | 4 Раунд     | 27–28 вересня 2025   | 27–28 вересня 2025   |
| Попередній етап (регіональний) | 5 Раунд     | 11–12 жовтня 2025    | 11–12 жовтня 2025    |
| Попередній етап (регіональний) | 6 Раунд     | 25–26 жовтня 2025    | 25–26 жовтня 2025    |
| Попередній етап (національний) | 7 Раунд     | 15–16 листопада 2025 | 15–16 листопада 2025 |
| Попередній етап (національний) | 8 Раунд     | 29–30 листопада 2025 | 29–30 листопада 2025 |
| Фінальний етап                 | 1/32 фіналу | 20–21 грудня 2025    | 20–21 грудня 2025    |
| Фінальний етап                 | 1/16 фіналу | 10–11 січня 2026     | 10–11 січня 2026     |
| Фінальний етап                 | 1/8 фіналу  | 4 лютого 2026        | 4 лютого 2026        |
| Фінальний етап                 | 1/4 фіналу  | 4 березня 2026       | 4 березня 2026       |
| Фінальний етап                 | 1/2 фіналу  | 22 квітня 2026       | 22 квітня 2026       |
| Фінальний етап                 | Фінал       | 23 травня 2026       | 23 травня 2026       |

## Регламент
Кубок Франції складається з двох етапів:
- відбіркового, який складається з шести регіональних етапів (перші два організовуються в кожному регіоні за своєю схемою для клубів регіональних ліг, наступні чотири організовуються в регіонах централізовано за участі клубів з національних аматорських і напівпрофесіональних ліг) та двох національних етапів (7-й і 8-й етап, з 7-го стартують клуби Ліги 2 та представники заморських територій);
- фінального, який починається з 1/32 фіналу — з цього раунду стартують клуби провідної Ліги 1.